# ليو تشامبيرس
ليو تشامبيرس (بالإنجليزية: Leo Chambers)‏ (5 أغسطس 1995 في المملكة المتحدة - ) هو لاعب كرة قدم بريطاني في مركز الدفاع. شارك مع منتخب إنجلترا تحت 16 سنة لكرة القدم ومنتخب إنجلترا تحت 17 سنة لكرة القدم ومنتخب إنجلترا تحت 18 سنة لكرة القدم ومنتخب إنجلترا تحت 19 سنة لكرة القدم. أما مع النوادي، فقد لعب مع كولتشستر يونايتد ووست هام يونايتد.

## وصلات خارجية
- ليو تشامبيرس على موقع قاعدة بيانات كرة القدم.إي يو (الإنجليزية)
- ليو تشامبيرس على موقع Soccerbase.com (لاعب) (الإنجليزية)
- ليو تشامبيرس على موقع Soccerway.com (الإنجليزية)
- ليو تشامبيرس على موقع AS.com (الإسبانية)